# Marinka (schron)
Marinka (bułg. Маринка) – schron turystyczny w Starej Płaninie w Bułgarii. 

## Opis i położenie
Znajduje się na przełęczy o te samej nazwie, na północ od Botewa. Jest to parterowy kamienny budynek o pojemności 15 miejsc. Budynek nie jest zelektryfikowany, woda jest 100 m na północny zachód, ogrzewany jest piecem. Jest otwarty cały rok, nie ma personelu. Według danych z 2012 r. znajduje się w bardzo złym stanie. Jest na trasie europejskiego długodystansowego szlaku pieszego E3 ( Kom - Emine).
Sąsiednie obiekty turystyczne:
- Botew (2376 m n.p.m.) – 40 min
- schronisko Tyża – 2,30 godz.

Szlaki są znakowane.
Punkt wyjściowy: Kałofer – 6,30 godz. przez Rudinata. Szlak jest znakowany.